# 용자지령 다그온
|-
|틀 - 토론
|-
|-
|}
|-
|-
| OVA: 용자지령 다그온: 수정 눈동자의 소년
|-
|-
|-
|-

|-
! 감독
| 모치즈키 토모미
|-
|-
! 음악
| 야노 타츠미
|-

|-
! 제작사
| 선라이즈
|-

|-
! 발표 기간
| 1997년 10월 22일~1997년 12월 28일
|-
|-
! 화수
| 2화
|-

|-
|-
|틀 - 토론
|-
|-
|}
《용자지령 다그온》(勇者指令ダグオン)은 선라이즈에서 제작한 로봇 애니메이션 시리즈인 용자 시리즈의 7번째 작품이다. 1996년에 제작되었다. 1996년 2월 3일부터 1997년 1월 25일까지 총 48화로 방영되었다. 용자지령 다그온 : 수정 눈동자의 소년이라는 제목으로 용자 시리즈 최초의 OVA가 출시되었다. 1997년 10월에서 1997년 12월까지 제작되었다. 총 화수는 2화이며 상,하로 나누어져 있다. 대한민국에서는 2002년에 SBS에서 《로봇용사 다그온》이라는 제목으로 방영되었다.

## 방영 에피소드 목록
1. 탄생! 용사 다그온
2. 공중도시 대 작전!
3. 다크파이어 전투 능력 상실
4. 비장의 무기를 파괴하라
5. 발진해라! 파이어 다그온!
6. 게임 오버
7. 사르가스호의 비밀
8. 다그온! 잠에서 깨어나라!
9. 애벌레 대소동
10. 우리에게 강인함을
11. 10만 광년을 기다린 복수
12. 다그온의 새 동료
13. 불 타는 라이언 검
14. 눈물을 남긴 우주의 야수
15. 다그파워! 꼭두각시가 되다!
16. 다그베이스의 비밀
17. 겁쟁이와 우주선
18. 마리아의 유령 퇴치 작전
19. 다그온 no.6
20. 돌격! 다그 드릴!
21. 사나이의 우정 합체!
22. 쌍둥이의 슬픈 운명
23. 우주의 거대한 나무
24. 그 이름은 건 키드
25. 무한포의 약속
26. 표적이 된 혁이
27. 버림받은 고양이들
28. 푸른 별의 전율
29. 푸른 별의 위기
30. 지구 빙하기 5분전
31. 강력 파워 다그온
32. 잠복 근무
33. 태풍의 눈
34. 우주에서의 한판 승부
35. 등장! 7번째 다그온
36. 사르갓소의 지배자
37. 유렁 트럭을 쫓아라
38. 부활의 흰 날개
39. 울부짖는 라이언
40. 루나의 뜨거운 눈물
41. 탄생! 수퍼 파이어 다그온
42. 다그온! 절대 절명의 위기
43. 우주로 간 용사들
44. 다그베이스를 사수하라
45. 기적의 용사들
46. 대폭발! 우주 감옥의 최후
47. 불타는 용사 다그온
48. 우리의 미래를 향해

| 이전 황금용자 골드런 | 제7대 용자 시리즈 1996년 2월 3일 ~ 1997년 1월 25일 | 다음 용자왕 가오가이가 |